# 지방도 제320호선
지방도 제320호선은 경기도 남양주시 진접읍 장현리와 가평군 외서면 대성리를 잇던 경기도의 지방도이다.

## 연혁
이 지방도는 2005년에 공식적으로 폐지되었지만 도로현황조서에서는 2002년부터 노선이 누락되었다.
- 1995년 10월 30일 : 지방도 제319호선 신설[1]
- 2005년 3월 28일 : 노선 폐지[2]

## 주요 경유지
- 남양주시
  - 진접읍 장현리
  - 오남읍 양지리 - 오남리 - 팔현리
  - 수동면 수산리 - 운수리 - 송천리

- 가평군
  - 외서면 대성리

## 같이 보기
- 국가지원지방도 제98호선